# Il ritorno (Gel)
Il ritorno è il primo album in studio del rapper italiano Gel, pubblicato il 1º febbraio 2008 dalla Sony Music.
I testi del disco sono incentrati sulla vita del rapper dopo il suo risveglio dal coma.

## Tracce
1. 25/11/06 (Intro) – 0:21
2. Il ritorno – 2:19
3. Lei – 3:09
4. Ultimo banco – 3:04
5. Pane e merda (feat. Truceboys) – 5:06
6. Il tuo ricordo – 3:47
7. Tu ti fai (feat. Masoko) – 2:39
8. T'ammazzo m'ammazzo – 2:35
9. Abbronzarsi è un dovere (feat. Duke Montana) – 3:07
10. Spray – 3:29
11. It's Not a Happy Home (feat. Duke Montana) – 3:19
12. W I CD (feat. Legayon) – 0:56
13. Gel-Ati – 3:00
14. Trash senza cash (feat. Metal Carter) – 2:59
15. Un masso al collo – 2:51

Traccia bonus nell'edizione di iTunes
1. True Stories (feat. TruceKlan) – 4:55